# Peloponnes-Blindschleiche
Die Peloponnes-Blindschleiche (Anguis cephallonica) ist eine Schleichen-Art aus der Gattung Anguis.

## Merkmale
Die Peloponnes-Blindschleiche ähnelt stark der Blindschleiche (Anguis fragilis), ist aber schlanker als diese. Die Gesamtlänge beträgt bis zu 50 cm, incl. Schwanz. Eindeutiges Unterscheidungsmerkmal ist der Verlauf der vom Nacken ausgehenden dunkelbraunen Seitenlinie an der Grenze zwischen Rücken und Flanke, welche nicht geradlinig, sondern streckenweise nach oben gezackt ist. Die Zacken weisen meist nach hinten.

## Vorkommen

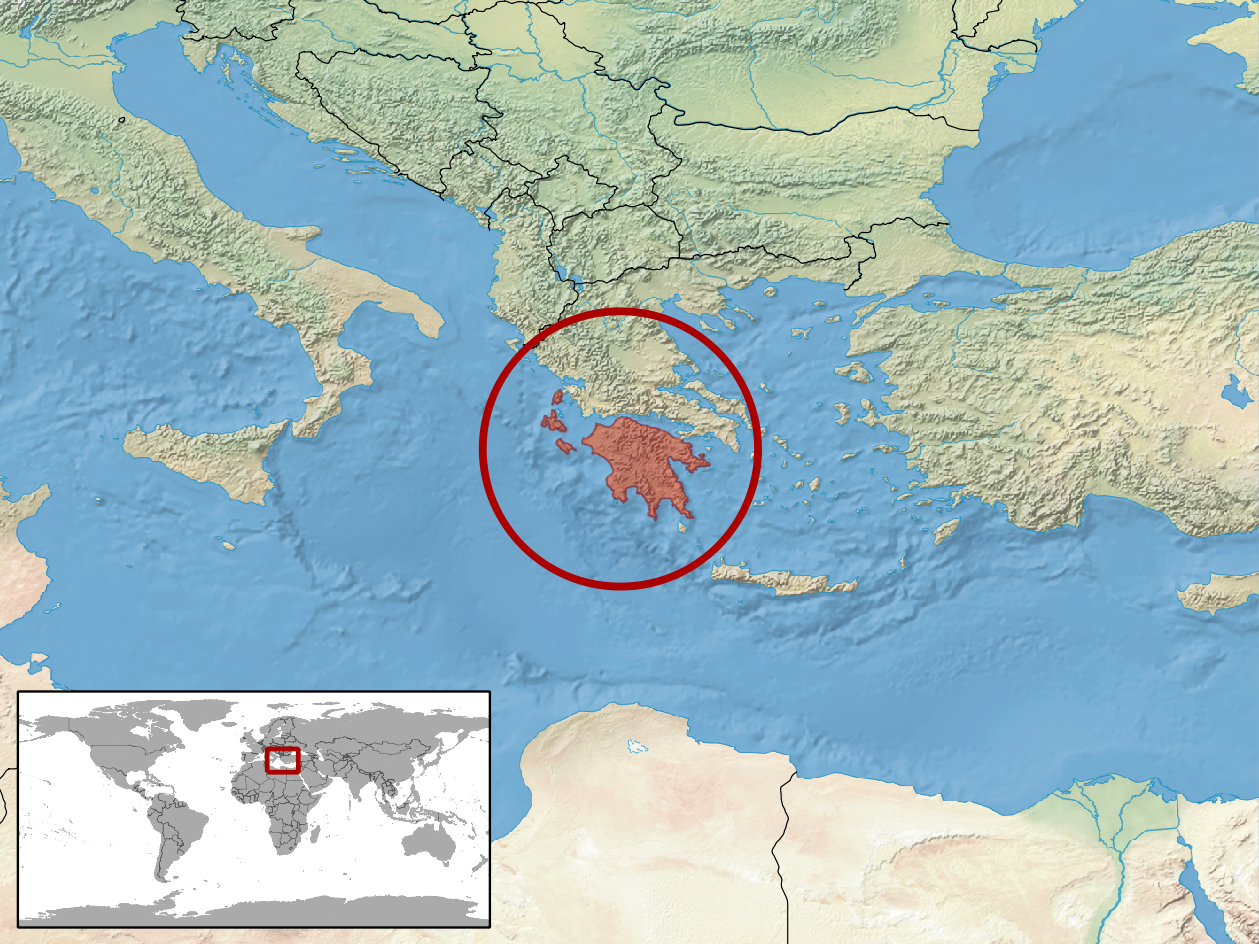
Verbreitungsgebiet

Die Art kommt auf dem Peloponnes und auf den Inseln Zakynthos und Kefalonia (von welcher sich der wissenschaftliche Name ableitet) sowie möglicherweise auch auf Ithaka vor. Sie ist von 0 bis 1100 Meter über NN anzutreffen. Ihr Lebensraum umfasst halbschattige Bereiche in der Nähe von Gewässern an Waldrändern, in buschigem Gelände, in (insbesondere verwilderten) Gärten, in Olivenhainen und an Dorfrändern. Im Süden des Peloponnes ist sie häufig.

## Lebensweise
Die Lebensweise der Art ist bislang nur unzureichend untersucht, scheint aber weitestgehend der der Blindschleiche zu entsprechen.
Sie bewohnt unterschiedliche Lebensräume mit feuchter Bodenbeschaffenheit. Peloponnesblindschleichen sind weitgehend dämmerungs- und nachtaktiv. Die Nahrung besteht aus Insekten, Spinnentieren, Asseln, Würmern, Schnecken und anderen Kleintieren. Ähnlich wie die Eidechsen ist die Schleiche in der Lage, ihren Schwanz bei Gefahr abzuwerfen. Dieser wächst im Laufe der Zeit stummelartig nach, erreicht aber nie mehr die vorherige Länge.

## Taxonomie
Die Arten der Blindschleichen (Anguis) bilden einen Artenkomplex, der innerhalb des Verbreitungsgebiets mehrere äußerlich kaum unterscheidbare Arten umfasst. Daher wurden sie lange Zeit unter dem Namen Anguis fragilis zusammengefasst. Es gab zwar einige Versuche, Arten aus diesem Komplex zu isolieren, die äußeren Unterscheidungsmerkmale blieben jedoch unsicher und konnten auch auf innerspezifische Variabilität zurückgeführt werden. Im Jahr 1990 wurde die Peloponnes-Blindschleiche (Anguis cephallonica) als eigene Art wiedererrichtet. Im Jahr 2010 ergaben molekularbiologische Untersuchungen auch den Artstatus für die Griechische (Anguis graeca) und für die Östliche Blindschleiche (Anguis colchica). 2013 kam die Italienische Blindschleiche hinzu.

## Belege
- Dieter Glandt: Taschenlexikon der Amphibien und Reptilien Europas. Alle Arten von den Kanarischen Inseln bis zum Ural. Quelle & Meyer, Wiebelsheim 2010, ISBN 978-3-494-01470-8, S. 319, 320.
- Benny Trapp: Amphibien und Reptilien des griechischen Festlandes. NTV, Münster 2007, ISBN 3-86659-022-9, S. 140–141.